# Tolna (localité)
Pour le département ou comitat, voir Tolna (comitat) et Tolna (ancien comitat).
Tolna est une ville et une commune du comitat de Tolna en Hongrie.

## Histoire
La famille Festetics ajoute en 1746 à son patronyme celui du village de Tolna : tolnai Festetics ou Festetics von Tolna.
Depuis la fin de l'occupation ottomane jusqu'en 1918, TOLNA fait partie de la monarchie autrichienne (empire d'Autriche), dans la province de Hongrie en 1850 ; après le compromis de 1867, évidemment dans la Transleithanie, au Royaume de Hongrie.

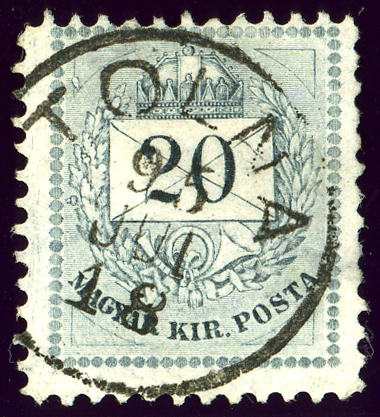
TOLNA dans le Royaume de Hongrie en 1895